# Santiago do Sul
Santiago do Sul is een gemeente in de Braziliaanse deelstaat Santa Catarina. De gemeente telt 1.443 inwoners (schatting 2009).

## Aangrenzende gemeenten
De gemeente grenst aan Coronel Martins, Formosa do Sul, Novo Horizonte, Quilombo en São Domingos.